# Anthime Marin Delarocque
Anthime Marin Delarocque, né le 18 mars 1836 au Havre dans le département de la Seine-Maritime et mort le 17 janvier 1929 à Paris, est un architecte diocésain et enseignant français.

## Biographie
Anthime Marin Delarocque naît le 18 mars 1836 dans la commune du Havre. Il est le fils de Tranquille Marin Delarocque et de Suzanne Catherine Taveau.
Il est l'élève d'Eugène Viollet-le-Duc et de Victor Ruprich-Robert et pour finir de Simon-Claude Contant-Dufeux.
Durant sa vie il est nommé Architecte en chef des monuments historiques du 2 août 1897 ; jusqu'en 1909 il se charge de gérer les départements de la Manche et du Calvados : il restaure les églises de Caen, Lisieux, Norrey-en-Bessin, Ouistreham ainsi que de Lessay. Il est nommé inspecteur des travaux du Sacré-Cœur de Paris de 1875 jusqu'en 1880. Ensuite, il est nommé architecte diocésain de Langres, Beauvais, Sées, Coutances et de Nevers.
Il entame une carrière en tant que professeur d'histoire de l'art et de composition de l'ornement à l'École des Beaux-Arts à partir de 1873.
Il prend définitivement sa retraite en 1909 et décède à Paris le 17 janvier 1929.

## Œuvres
- Cathédrale de Nevers. Couverture des chapelles et des terrasses des bas-côtés nord[4].
- Cathédrale de Nevers. Monte-charge avec pont pour la restauration du 1er contrefort au midi du chœur[5].
- Cathédrale de Coutances. Projet de dégagement : plan d'ensemble[6].

## Galerie

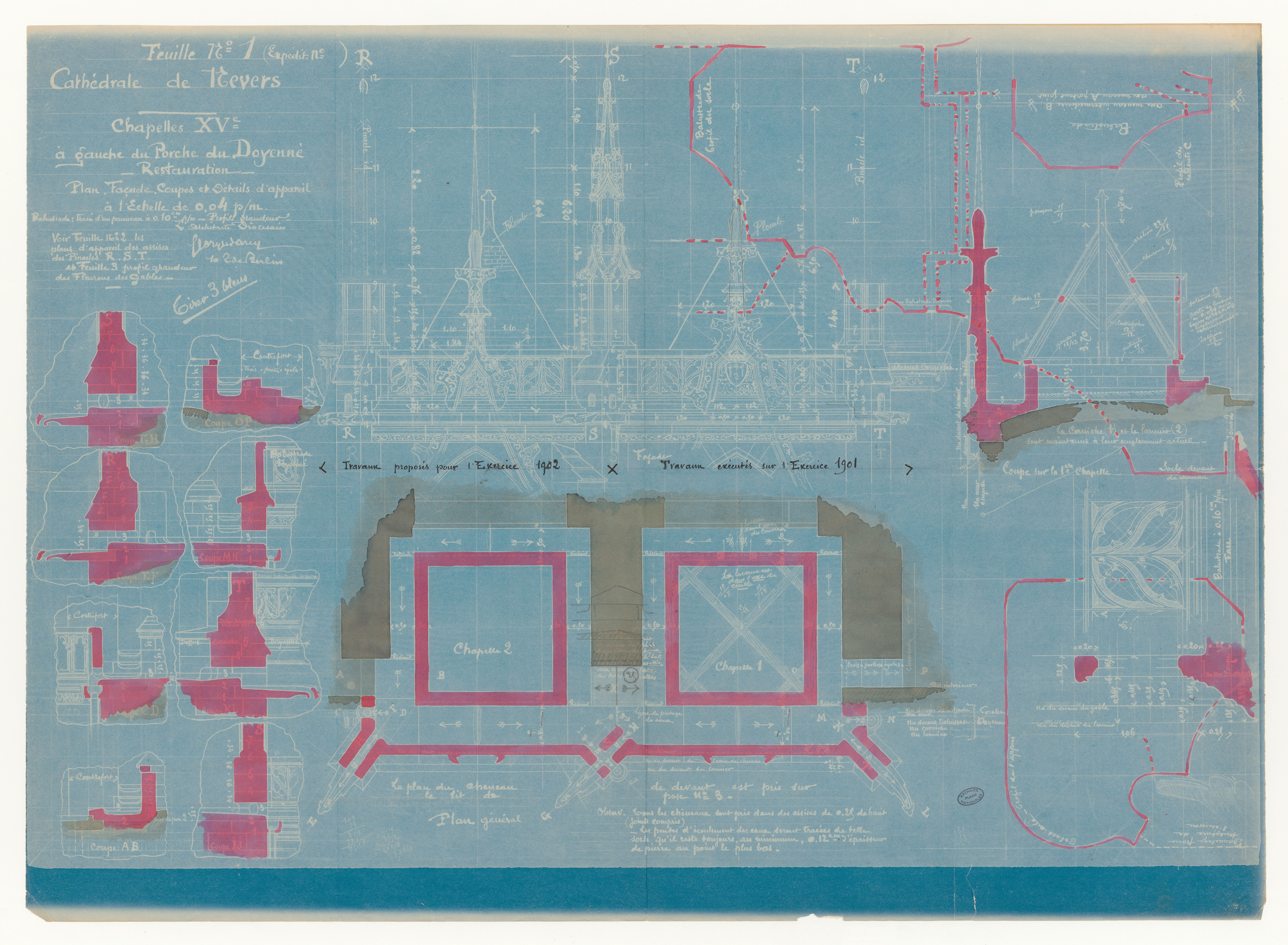
Plan de la couverture des chapelles et des terrasses des bas côtés nord de la cathédrale de Nevers (1892)
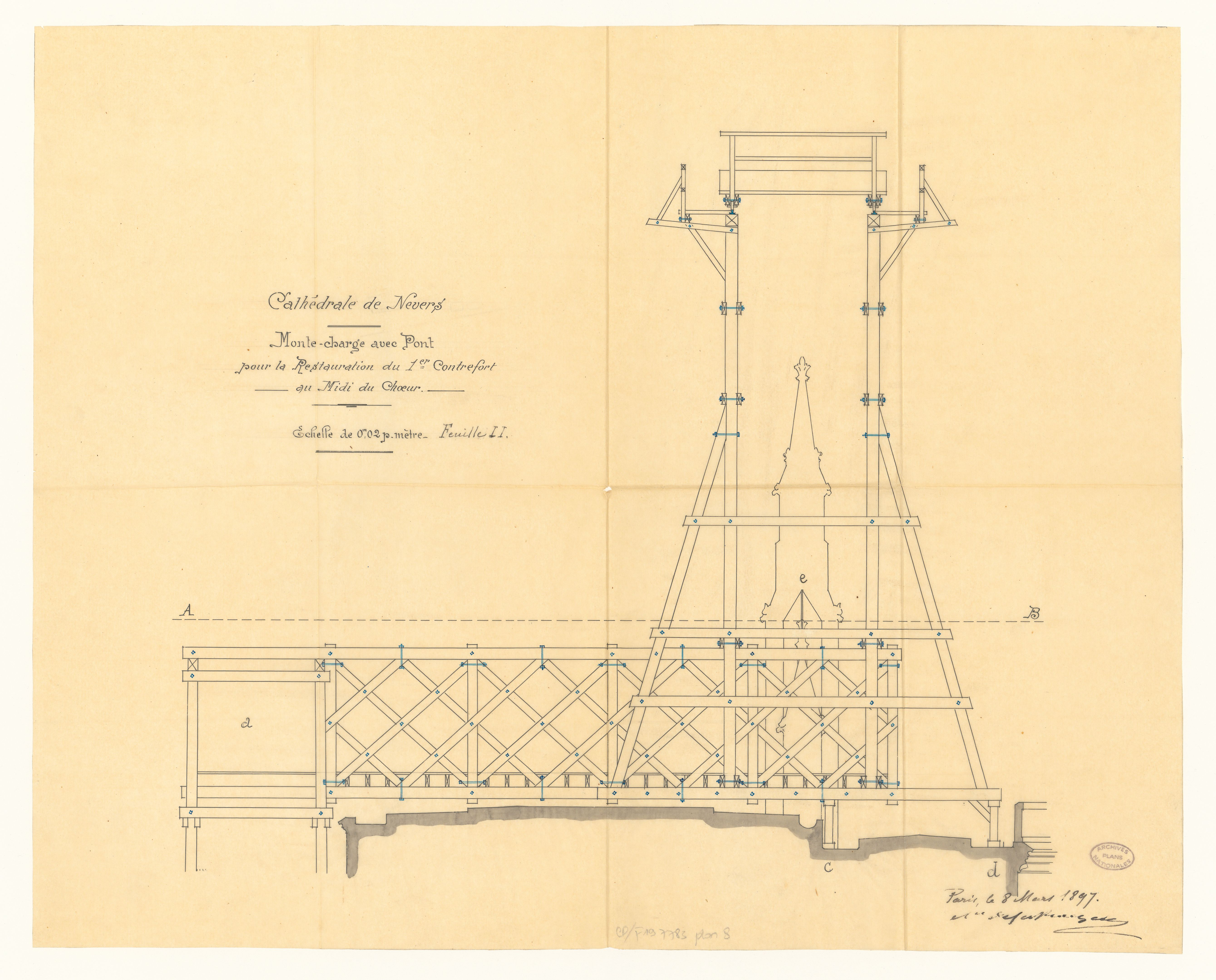
Plan du monte charge avec pont pour la restauration d'un contrefort de la cathédrale de Nevers (1897)
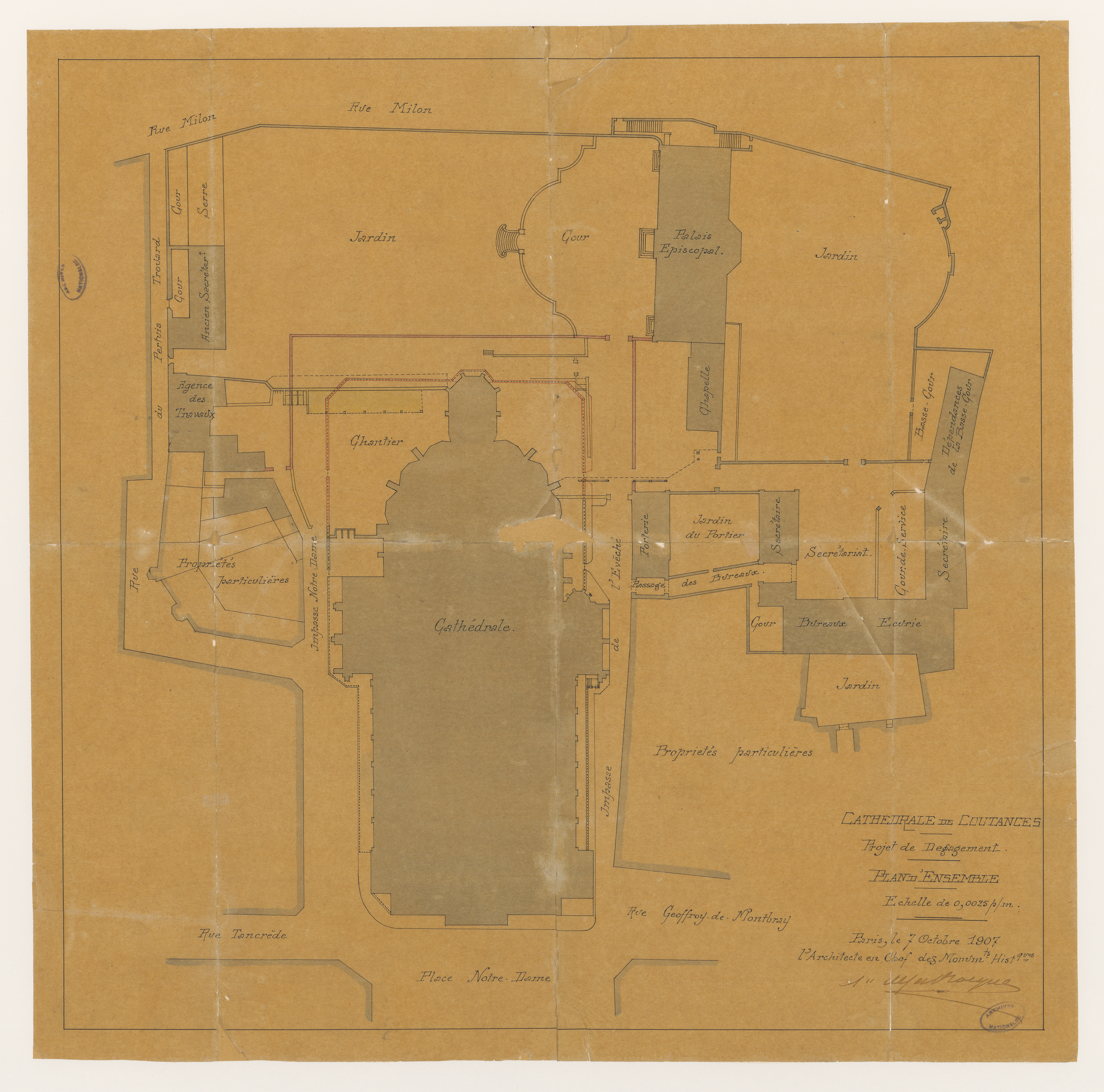
Plan de la cathédrale de Coutances (1907)

## Distinction
- Chevalier de la Légion d'honneur (11 juillet 1888)[7]
- Officier de l'ordre des Palmes académiques (11 juillet 1888)[7]